# Билипшицова функция
Нека {\displaystyle ({\mathcal {X}},d)} и {\displaystyle ({\mathcal {X'}},d')} са метрични пространства. Функцията
{\displaystyle f:{\mathcal {X}}\rightarrow {\mathcal {X'}}}
се нарича билипшицова ако съществуват положителни константи {\displaystyle c_{1}\,} и {\displaystyle c_{2}\,} такива, че
{\displaystyle \forall x,y\in {\mathcal {X}}:\quad c_{1}\cdot d(x,y)\leq d'(f(x),f(y))\leq c_{2}\cdot d(x,y).}